# Dreiämterlehre
Mit der Bezeichnung Dreiämterlehre können drei miteinander in Verbindung stehende, aber voneinander zu unterscheidende theologische Lehren bezeichnet werden:
- die zur Zeit der Alten Kirche herausgebildete und seitdem in vielen Kirchen übliche dreistufige Gliederung des kirchlichen Amts in Bischof, Priester und Diakon[1];
- die von Martin Bucer und Johannes Calvin entwickelte Vierämterlehre, nach der Pastoren, Doktoren/Lehrer, Älteste und Diakone die neutestamentlich gebotenen Ämter seien (wobei in vielen reformierten Kirchenordnungen Pastoren und Doktoren als ein Amt angesehen wurden);
- die Lehre von den drei Ämtern bzw. häufiger dem dreifachen Amt (triplex munus) Jesu Christi als König, Priester und Prophet, die von Calvin[2] (nach Auffassung anderer schon von Martin Luther)[3] auf der Grundlage älterer Lehren entwickelt[4] und auch in der neueren katholischen Theologie rezipiert wurde[5].